# Burgy
Burgy település Franciaországban, Saône-et-Loire megyében. Lakosainak száma 114 fő (2022. január 1.). Burgy Lugny, Montbellet, Péronne és Viré községekkel határos.

## Népesség
A település népességének változása:
| Lakosok száma | 113  | 117  | 119  | 124  | 121  | 119  | 117  | 113  | 114  |
|               | 2013 | 2015 | 2016 | 2017 | 2018 | 2019 | 2020 | 2021 | 2022 |